# Stralsund: Schutzlos
Schutzlos ist ein deutscher Fernsehfilm von Lars-Gunnar Lotz aus dem Jahr 2016. Es handelt sich um den neunten Filmbeitrag der ZDF-Kriminalfilmreihe Stralsund. In den Hauptrollen der Ermittler agieren Katharina Wackernagel, Wanja Mues, Alexander Held und Michael Rotschopf. Die Haupt-Gastrollen sind besetzt mit Lucas Gregorowicz, Ivan Shvedoff, Jan Henrik Stahlberg, Rudolf Kowalski, Katharina Nesytowa, Anja Antonowicz und Emilia Pieske.

## Handlung
Im Rückblick ist Max Morolf in einer innigen Liebesszene mit Anna Breetz zu sehen, an deren Ende sie ihn fragt, auf welcher Seite er eigentlich stehe.
Sieben Jahre später. Kriminalhauptkommissar Karl Hidde, der bei einem Einsatz auf den Stufen einer Brücke mit blutendem Beinstumpf zusammengebrochen war, befindet sich im Krankenhaus. Seine Kollegin Nina Petersen besucht ihn, während im Kommissariat ein Hilferuf eingeht. Tatsächlich hetzt ein Mann mit einer Waffe in der Hand durch die Stralsunder Innenstadt. Er wird festgenommen. Es kristallisiert sich heraus, dass der aus Belarus stammende Vitali Komerenko sich zusammen mit seiner Frau Tatjana und seiner kleinen Tochter Nadja im Zeugenschutzprogramm befindet. Seine Frau hatte in Frankfurt an der Oder zufällig eine Drogenübergabe mitbekommen. Die Familie erhofft sich von ihrer Zeugenaussage gegen das seit vielen Jahren in Frankfurt operierende Drogenkartell die heiß ersehnte Anerkennung als politische Flüchtlinge. In der Wohnung, die man als Schutzwohnung für die Komerenkos ausgewählt hat, ist kurze Zeit zuvor ein Polizist erschossen worden. Das ist der Grund, warum Familienvater Vitali panisch auf die Straße geflüchtet ist, nachdem er zuvor Frau und Tochter zur Flucht verholfen hat.
Durch einen Anwohner, der ein Foto von dem angeblichen Polizisten beim Verlassen der Wohnung der Komerenkos mit seinem Handy aufgenommen hatte, können Kriminaltechniker Stein und seine Kollegen durch Gesichtserkennung die Identität des Mannes ermitteln. Es handelt sich um den 39-jährigen Anton Robak. Petersen fällt auf, dass ihr Kollege Max Morolf seltsam angespannt auf den Namen reagiert, ebenso Kommissariatsleiter Gregor Meyer. Marten Kroos, der für die Sicherheit der Komerenkos zuständig ist, erhält wenig später einen Anruf von Tatjana Komerenkowa und bestellt sie in eine Tiefgarage. Sie bittet ihn noch darum, das Insulin für ihre Tochter nicht zu vergessen, das diese bald brauche.
Kommissarin Petersen besucht den von ihr hinter Gitter gebrachten Drogenboss Peter Schuhmacher, alias „Victor“, im Gefängnis und spricht ihn auf Anton Robak an. Er macht es ihr schwer, indem er auf Benjamin Lietz und den Vorfall zu sprechen kommt, bei dem Petersen ihr ungeborenes Kind verloren hat. Als Petersen ihm erzählt, dass es seiner Frau immer schlechter gehe und ihm in Aussicht stellt, dass er Zeit mit ihr verbringen könne, lenkt Schuhmacher ein  und gibt ihr den Hinweis, dass es jemanden auf der Lohnliste von „Pawel“ gebe, der bei der Polizei arbeite. Wenn man diesen ermittle und sich an ihn hänge, werde das früher oder später zu Robak führen.
In der Tiefgarage, in der Tatjana Komerenkowa und ihre Tochter auf Marten Kroos warten, wird offenbar, dass er mit Anton Robak gemeinsame Sache macht, als ein Auto mit Robak am Steuer sich in Bewegung setzt, um Mutter und Tochter zu töten. Die Komerenkowas können jedoch entkommen. Als Marten Kroos meint, nun habe man sie beide zusammen gesehen, schießt Robak ihm kaltblütig in den Kopf und nimmt erfolglos die Verfolgung des Duos auf.
Morolf sitzt im Auto, das vorm Hotel „Zur Goldenen Robbe“ parkt, und streichelt das Foto von Anna Breetz, während seine Gedanken kurz zurückgehen. Nachdem er Stein informiert und das Hotel betreten hat, steht er unvermittelt Anton Robak gegenüber, der die Waffe auf ihn richtet. Die Männer kennen sich. Sieben Jahre ist es her, dass sie Kontakt miteinander hatten. Als Petersen und ihre Leute eintreffen, steht Morolf mit gezogener Pistole am Fenster, Robak ist verschwunden. Wenig später wird offensichtlich, dass Kommissariatsleiter Gregor Meyer und Max Morolf etwas zu verbergen haben, als Meyer andeutet, dass er immer gewusst habe, dass sie „diese Scheiße“ einholen werde.
Petersen spricht noch einmal mit Vitali Komerenko und gibt anschließend an Meyer und Morolf die Information weiter, dass jener „Pawel“ wahrscheinlich aus der Baubranche sei und zumindest ein Beamter auf seiner Lohnliste stehe. Ihr fällt auf, dass beide Kollegen sich seltsam verhalten. In einem Telefonat mit Karl Hidde erfährt Petersen, dass Morolf vor sieben Jahren als sogenannter „Drogenbulle“ auf einen „Pawel“ angesetzt war. Auch Meyer habe in der Sache mit dringesteckt. Urplötzlich erklären ihr Meyer und Morolf dann auch noch, dass sie wüssten, wer sich hinter „Pawel“ verberge. Es sei der Deckname von Jan Pawlowski, dem mutmaßlichen Chef des größten Drogenkartells in den neuen Bundesländern mit Hauptsitz in Frankfurt/Oder. Er wasche im großen Stil Drogengelder in seinen Baugeschäften. Man versuche seit Jahren, ihm beizukommen, am Ende bekomme man jedoch immer nur seine Strohmänner.
Petersen trifft in Hiddes Wohnung, wo sie sich Unterlagen ansehen will, auf ihn selbst und erfährt, dass es vor sieben Jahren ein Ermittlungsverfahren gegen Morolf gab in einem Fall, in dem Anna Breetz zu Tode kam. Sie war Sekretärin in Pawlowskis Baufirma und Morolfs Informantin. Nachdem sie enttarnt worden war, wurde sie erschossen. Die Umstände seien bis heute ungeklärt, erläutert Hidde. Die Ermittlungen gegen Morolf seien auf Veranlassung von Gregor Meyer eingestellt worden.
Tatjana Komerenkowa ist es inzwischen gelungen, sich ein Handy zu organisieren und bei der Polizei anzurufen. Sie will mit Petersen sprechen, Morolf nimmt das Gespräch an und kann die Frau davon überzeugen, ihm ihren Aufenthaltsort zu nennen. Bevor er losfährt informiert Morolf Jan Pawlowski über den Treffpunkt „Mastbetrieb Karow“. Als er am Zielort mit dem Insulin eintrifft, wartet Tatjana Komerenkowa schon in höchster Besorgnis auf ihn. Petersen, die inzwischen von dem Treffpunkt weiß, taucht dort ebenfalls auf. Sie traut Morolf nicht mehr, nimmt ihm seine Waffe ab und befiehlt ihm, sich Handschellen anzulegen. Inzwischen ist auch Anton Robak da. Schüsse fallen. Morolf kann Petersen dazu bringen, ihn loszumachen und ihr kurz darauf das Leben retten. Gemeinsam mit den Komerenkowas versuchen sie aus der dunklen Halle zu fliehen. Ein inzwischen eingetroffenes Einsatzkommando sichert ihren Weg ins Freie. Morolf meint, das sei noch nicht das Ende, dieser Typ werde nicht aufgeben. Morolfs Gedanken gehen zurück zu dem schicksalhaften Tag, an dem Robak mit Gefolgschaft ins Zimmer stürmte und ihn und die Sekretärin Pawels, mit der Morolf eine Liebesbeziehung verband, des Verrats verdächtigte. Der Polizist akzeptierte die selbstlose Lüge seiner Geliebten, die die alleinige Schuld auf sich nahm und ihn heraushielt. Um glaubwürdig zu wirken und die Bestrafung der „Verräterin“ nicht Pawels Leuten zu überlassen, verprügelte er sie umgehend und beschimpfte sie als Nutte. Sekunden später erschoss Robak die verletzt auf dem Boden liegende Frau.
Robak hat es inzwischen, als Polizist verkleidet, ins Krankenzimmer von Nadja geschafft. Dort wird er allerdings von Morolf erwartet. Als er auf Morolf schießen will, schießt dieser zuerst. Meyers Misstrauen gegenüber Morolf steigt und er kündet Petersen an, die Umstände des Todesschusses genau zu untersuchen. In einer letzten Einblendung erhält Morolf einen Anruf von Pawlowski, der ihm mitteilt, dass nun er Robaks Job zu übernehmen habe, die Zeit laufe und er rate ihm dringend, ihn nicht zu enttäuschen.

## Produktion

### Produktionsnotizen
Produziert wurde der Film von der Network Movie, Film- und Fernsehproduktion Wolfgang Cimera GmbH & Co. KG, Köln, Herstellungsleitung: Andreas Breyer, Produktionsleitung: Ralph Retzlaff, verantwortlicher ZDF-Redakteur Martin R. Neumann.
Schutzlos wurde im Zeitraum vom 5. November bis 4. Dezember 2015 in Stralsund, Hamburg und Umgebung gedreht. Lars-Gunnar Lotz führt nach Kreuzfeuer und Der Anschlag das dritte Mal Regie bei dieser Reihe.

### Veröffentlichung
Der Film wurde am 15. Oktober 2016 zur Hauptsendezeit im ZDF erstausgestrahlt.
Am 29. März 2018 veröffentlichte Studio Hamburg Enterprises diese Folge zusammen mit den Folgen 10, 11 und 12 auf DVD.

## Rezeption

### Einschaltquote
Bei seiner Erstausstrahlung konnte der Film 5,70 Millionen Zuschauer verbuchen, was einem Marktanteil von 18,8 % entsprach.

### Kritik
Martina Rathke schrieb über den Film in der Tageszeitung Volksstimme, dass die Farben des Films „düster“ seien und nahezu über der gesamten neuen Folge ‚Schutzlos‘ eine bedrohliche Musik liege. Dieser Stralsund-Krimi sei „kein Film voller Action und effektvoller Stunts, eher ein in die Seele der Protagonisten schauendes Psychogramm in einem trüben Ambiente“. Zu Wackernagel in ihrer Rolle als Nina Petersen bemerkte Rathke, sie gebe ihr „eine Melancholie mit, die sich in der Düsternis des Filmes spiegel[e]“. Auch die Hansestadt Stralsund zeige sich „im Stralsund-Krimi nicht von ihrer Glanzseite“. „Schlichte Wohnungen und Büros, schmuddelige Hinterhöfe, regennasse Straßen und selbst der ansonsten so stattliche Markt“ seien „die Blaupause für die graue Optik und Handlung des Films“.
TV Spielfilm gab für Anspruch und Action je einen von drei möglichen Punkten, für Spannung zwei und meinte: „Humorloser, stringenter Krimi, bei dem der Mörder von Anfang an bekannt ist, der aber trotzdem genügend Wendungen und Geheimnisse zu bieten hat.“ Fazit: „Die Spannung steigt bis zur letzten Minute.“
Der Kritiker Volker Bergmeister bewertete den Film bei tittelbach.tv, gab ihm vier von sechs möglichen Sternen und schrieb, es gehe „Schlag auf Schlag in der ZDF-Krimi-Reihe ‚Stralsund‘“. Die neunte Folge bringe „Spannung und Action, wenn Katharina Wackernagel als Nina Petersen eine Kronzeugin auf der Flucht aufspüren und einen Feind in den eigenen Reihen suchen“ müsse. „Die Inszenierung von Lars-Gunnar Lotz“ biete „gute Krimiunterhaltung: Düster, mysteriös, rasant“. „Fulminant“ sei schon der Auftakt der neunten Episode. Bergmeister stellt die Frage, was man von einem guten Fernsehkrimi erwarten könne? „Eine Story, die voller Wendungen und Überraschungen steckt; eine temporeiche und inspirierte Regie; ein Ermittlerteam mit Ecken und Kanten. Und wenn Action angesagt ist, eine Kamera, die Atmosphäre schafft und einen mit den Bildern in das Geschehen hineinzieht.“ All das habe die Folge ‚Schutzlos‘, „zu bieten“, sie lasse „den Zuschauer die vollen 89 Minuten mitfiebern“, denn der Film sei „düster, mysteriös, ziemlich rasant und clever gemacht. Und noch etwas: Nach dem Krimi ist vor dem Krimi. Denn das Ende kündigt an, dass diese Geschichte noch nicht vorbei ist, auch wenn die Kommissare in Stralsund den Fall für abgeschlossen halten“. Der 34-jährige Regisseur zeige auch in dieser Folge, dass er „die leisen und die lauten Momente stilsicher beherrsch[e]“. Die Story sei „verschachelt, voller Wendungen und Überraschungen“, „fein“ werde „das Kleine mit dem Großen verwoben, die (knappen) Dialoge stimm[t]en“ ebenso wie „das Timing“. Bergmeister lobte zudem, dass in der Reihe „klug weitererzählt“ werde.
Tilmann P. Gangloff befasste sich für die Frankfurter Rundschau mit der Krimireihe und meinte, sie habe sich „über die Jahre zu einem beeindruckenden Gesamtkunstwerk und daher zu einer der besten Krimireihen des ZDF entwickelt“. […] „Vor allem bildeten die nun neun Folgen ein Gesamtkunstwerk, weil frühere Figuren immer wieder auftauchen“ würden. Gangloff schrieb das auch dem Umstand zu, dass „trotz der wechselnden Konstellationen Autor Sven S. Poser an sämtlichen Drehbüchern beteiligt“ sei, was einen „großen Anteil an der durchgehenden Qualität der Reihe“ habe. Obwohl nach dem letzten Film ‚Der Anschlag‘ „eine Qualitäts- und Spannungssteigerung kaum noch möglich“ schien, „geling[e] das dennoch, weil das Drehbuch wieder mal clever eine alte Geschichte mit einer neuen verknüpf[e]“. Dem Regisseur gelinge „das Kunststück, die Spannung bis zum Schluss auf einem eindrucksvollen Niveau zu halten, obwohl es außer zu Beginn und gegen Ende kaum Actionszenen gibt“, schreibt Gangloff weiter.
Axel Weideman bewertete den Film in der Frankfurter Allgemeinen und befand, ‚Stralsund: Schutzlos‘ komme „trotz seiner anfänglichen Rätselhaftigkeit im besten Sinne schnörkellos daher“. Die Geschichte bleibe „spannend“, weil sie „bis zum letzten Moment offenlässt, wer wo steht“. Dadurch blieben auch die Rollen von Karl Hidde und Kripo-Leiter Gregor Meyer „interessant“. Die „Bilder des Filmes“ gefielen sich „in Stralsund-im-Nebel-Aufnahmen“ und spielten dann wieder „mit schwarzen Silhouetten im Gegenlicht und Hand-an-der-Waffe-und-Taschenlampe-Manier“. „Schlecht“ sehe „das nicht aus“. „Sichtbar“ werde „die ganze Tragik des Falles ohnehin erst ganz zum Schluss“.
Auch der Filmdienst befand: „Solider (Fernsehserien-)Krimi nach einem klug konstruierten Drehbuch.“